# Bergisch-Märkische Eisenbahn-Gesellschaft

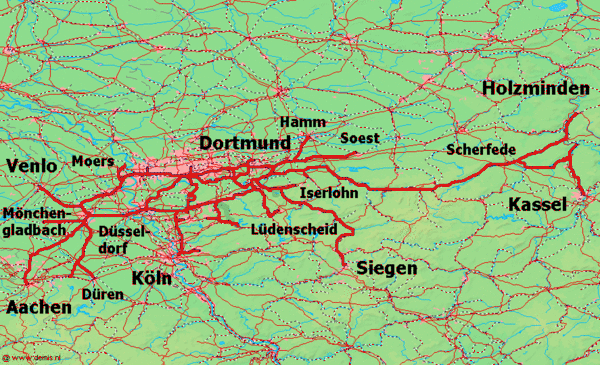
Streckennetz der Bergisch-Märkischen Eisenbahn-Gesellschaft kurz vor der Verstaatlichung

Die Bergisch-Märkische Eisenbahn-Gesellschaft (kurz BME, auch: Bergisch-Märkische Eisenbahngesellschaft) gehörte mit der Köln-Mindener Eisenbahn-Gesellschaft und der Rheinischen Eisenbahn-Gesellschaft zu den drei großen (nominell) privaten Eisenbahnunternehmen, die ab der Mitte des 19. Jahrhunderts vor allem das Rheinland, das Ruhrgebiet und große Teile Westfalens durch die Eisenbahn erschlossen haben.

## Geschichte

### Gründung

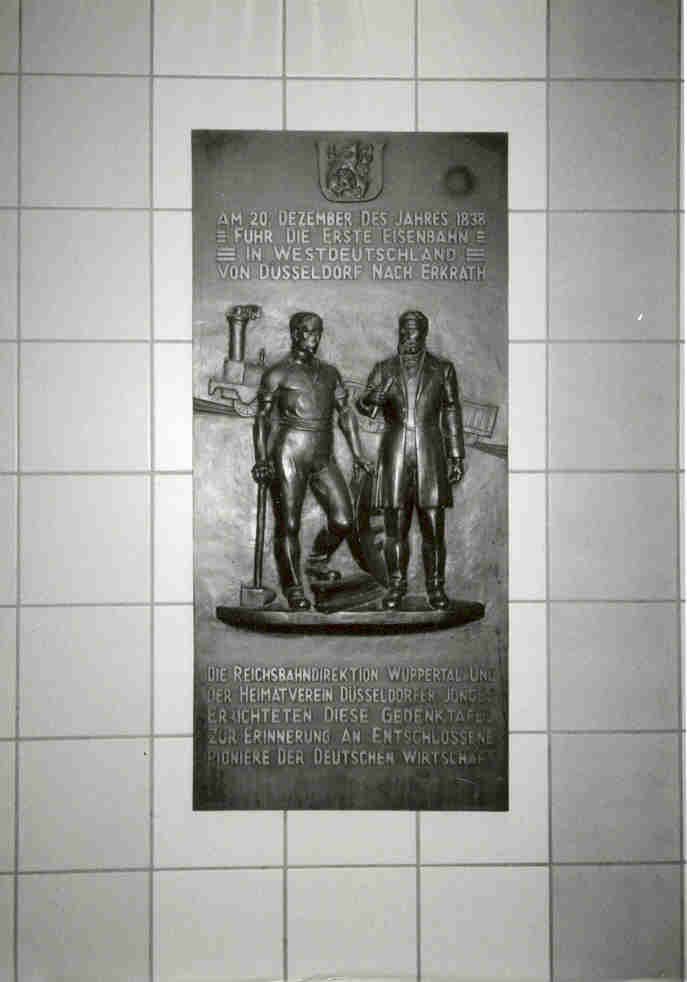
Gedenktafel zum Bau der Düsseldorf-Elberfelder Eisenbahn im Hauptbahnhof Düsseldorf (Nordtunnel)

Gegründet wurde die Bergisch-Märkische Eisenbahn-Gesellschaft am 18. Oktober 1843 in Elberfeld (heute zu Wuppertal). Da sich die Köln-Mindener Eisenbahn-Gesellschaft bei ihrem Bahnbau für die Streckenführung über Duisburg und gegen eine Strecke durch das Tal der Wupper entschieden hatte, wollte man für dieses hochindustrialisierte Gebiet und das Bergische Land eine Bahnverbindung in östlicher Richtung schaffen, insbesondere zum Anschluss an die märkischen Kohlefelder bei Dortmund. Die erforderliche preußische Konzession wurde unter dem 12. Juli 1844 gewährt. Eine Verbindung nach Westen zum Rhein hatte die 1837 gegründete Düsseldorf-Elberfelder Eisenbahn-Gesellschaft bereits 1841 fertiggestellt.
Der 1883 am Südende der Düsseldorfer Königsallee errichtete Bergisch-Märkische Bahnhof, auch Elberfelder Bahnhof genannt, verband Düsseldorf ab 1841 mit Elberfeld.
Am Gründungskapital beteiligte sich der Preußische Staat mit einem Viertel, am Anteil der Privaten unter anderen maßgeblich eine Elberfelder Bank. Die ungenügende Rentabilität der ersten Strecke behinderte naturgemäß die Finanzierungsmöglichkeiten eines weiteren Streckenausbaus. Hinzu kamen Missmanagement und Managementfehler. „Planlos und ohne jede Kontrolle hatte man gewirtschaftet.“ Ein staatliches Darlehen konnte 1849 nicht zurückgezahlt werden. Eine Lösung sah das Präsidium der Gesellschaft 1850 in der Beantragung einer staatlichen Hilfe für ein Darlehen von 600.000 Talern beim damaligen preußischen Finanzminister August von der Heydt, Teilhaber des Bankhaus von der Heydt-Kersten & Söhne, Elberfeld, und zeitweiliger Präsident des Verwaltungsrats der Bergisch-Märkischen Eisenbahn-Gesellschaft. Mit der Gewährung seiner kapitalmäßigen Beteiligung beanspruchte der preußische Staat eine Mitwirkung beim Bahnbetrieb der Gesellschaft, um das von staatlicher Seite, bzw. von der preußischen Seehandlung investierte Kapital nicht zu gefährden. Der Betriebsüberlassungsvertrag trat am 23. August 1850 in Kraft. Damit ging die Betriebsführung der nominell weiterhin privaten Bahngesellschaft am 15. Oktober 1850 auf die am 14. September 1850 neu gegründete Königliche Direktion der Bergisch-Märkischen Eisenbahn-Gesellschaft über.
Diese änderte am 13. März 1854 ihren Namen in Königliche Eisenbahndirektion zu Elberfeld. Als Nächstes baute man die Stammstrecke aus, 1855 um 54 Kilometer nach Osten von Dortmund über Unna nach Soest und 1857 um 27 Kilometer nach Westen zum Rhein durch Übernahme der Düsseldorf-Elberfelder Eisenbahn-Gesellschaft, was einen Finanzierungsaufwand von 1,7 Millionen Taler erforderte.

### Stammstrecken

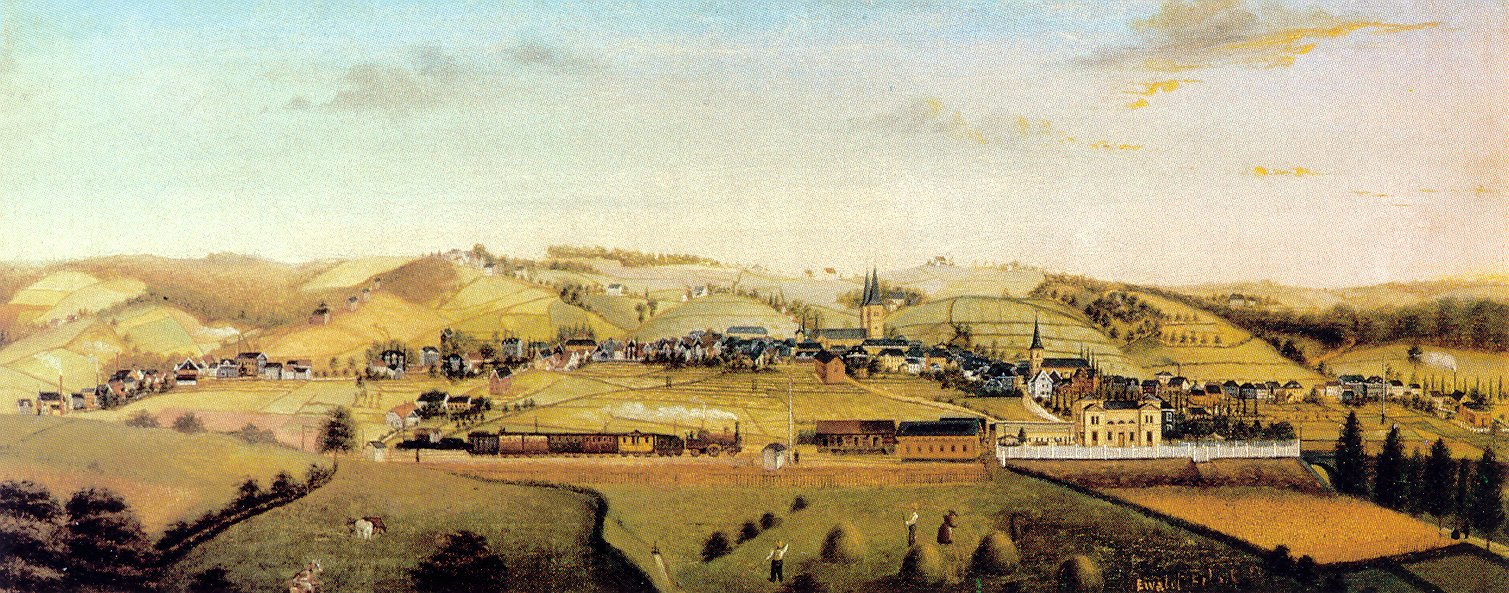
Schwelmer Streckenabschnitt um 1861

Ihre erste, 56 Kilometer lange Strecke verlief von Elberfeld nach Dortmund über Barmen (seit 1929 zu Wuppertal), Schwelm, Hagen, Wetter und Witten. 1849 war die Strecke fertiggestellt. In der Folgezeit baute die Gesellschaft im Ruhrgebiet weitere Haupt- und Nebenstrecken zwischen dem Hellweg, der Ruhr und dem Rhein. Die 1862 eröffnete Ost-West-Verbindung von Dortmund und Witten über Bochum-Langendreer, Essen, Mülheim an der Ruhr nach Duisburg wurde die wirtschaftlich ertragreichste. Auch die vollständige Erschließung des Ruhrtals für den Schienenverkehr durch die Ruhrtal-Bahn geht auf die Bergisch-Märkische Eisenbahn-Gesellschaft zurück.
Geprägt ist die Gesellschaft jedoch durch die vielen Übernahmen kleinerer Bahngesellschaften zur Abrundung ihres Arbeitsgebietes. Ihrem rührigen späteren Aufsichtsratsvorsitzenden, dem Geheimen Kommerzienrat Daniel von der Heydt, gelang es trotz jahrelangen Bemühens jedoch nicht, die im Besitz des Preußischen Staates stehende Westfälische Eisenbahn mit ihrem Netz von bis zu 460 Kilometer Länge zu erwerben. Dieses zunächst bis Rheine reichende Streckennetz hätte die Bergisch-Märkische Eisenbahn-Gesellschaft vom Netzschluss der beiden Gesellschaften in Hamm aus näher an den erwünschten Zugang zu einem deutschen Seehafen gebracht.
Der Abschnitt Rheine–Emden (genannt „Hannoversche Westbahn“) war von den Königlich Hannöverschen Staatseisenbahnen erbaut worden, gelangte aber 1866 nach der Annexion Hannovers in staatliche preußische Hand, und ein bis zwei Jahre später an die Königlich-Westfälische Eisenbahn-Gesellschaft. Erst nach Verstaatlichung aller privaten Eisenbahn-Gesellschaften Preußens kam es dann zum betriebstechnischen Zusammenschluss in der „Königlichen Eisenbahn-Direction Cöln (rechtsrheinisch)“.

### Expansion

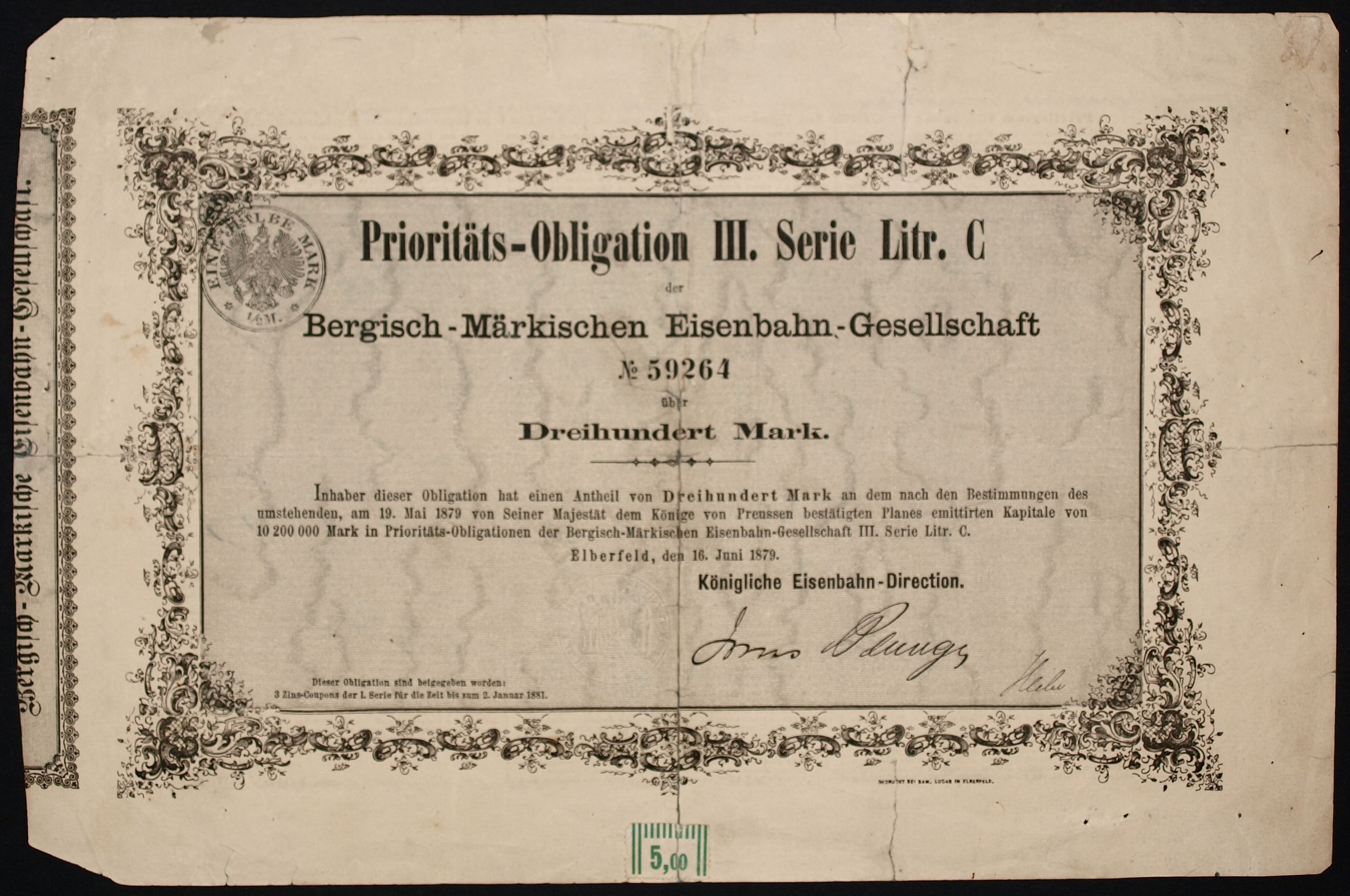
Prioritäts-Obligation der Bergisch-Märkischen Eisenbahn-Gesellschaft vom 16. Juni 1879; sie wurde zur Finanzierung der Nebenstrecken Finnentrop-Olpe der Ruhr-Sieg-Bahn aufgelegt.

Größere Expansionen begannen 1859 mit dem Bau der 106 Kilometer langen Ruhr-Sieg-Strecke von Hagen nach Siegen zu den dortigen Erzgruben. Die Strecke wurde am 6. August 1861 eröffnet. Ihr Bau kostete 12,9 Millionen Taler.
Ab 1858 folgte quer durch das Ruhrgebiet die Witten – Duisburger Bahn, deren erstes Teilstück als Duisburg-Hochfelder Industriebahn nur für den Güterverkehr am 19. August 1859 eröffnet wurde. Die 52 Kilometer lange Strecke über Langendreer, Steele, Essen und Mülheim an der Ruhr mit Anschluss an diverse Steinkohlenzechen wurde am 1. Mai 1862 fertiggestellt. Sie brachte in Steele auch die nördliche Verbindung mit der seit 1847 bestehenden und 1854 für 1,3 Millionen Taler übernommenen Steele-Vohwinkler Eisenbahn (Prinz-Wilhelm-Eisenbahn).
In Duisburg wurde wegen der besseren Gleisführung das Bahnhofsgebäude mit der Köln-Mindener Eisenbahn-Gesellschaft getauscht. Diese Verbindung entwickelte sich schnell zur ertragreichsten Strecke der Gesellschaft. Zusammen mit der Wuppertaler Stammstrecke und der 1867 eröffneten Verbindung Elberfeld-Deutz dienen beide heute dem InterCityExpress-Verkehr der Deutschen Bahn im Ballungsgebiet Rhein-Ruhr.
Folgerichtig war dann 1866 der Schritt über den Rhein via Eisenbahn-Trajekt Ruhrort–Homberg mit dem Ziel einer Verbindung mit Belgien und den Niederlanden durch den Kauf der von der Aachen-Düsseldorf-Ruhrorter Eisenbahn-Gesellschaft verwalteten Strecken für sieben Millionen Taler. Für die vollständige Übernahme dieser Bahn in Staatsbesitz stellte die Bergisch-Märkische Eisenbahn-Gesellschaft dem preußischen Staat die erforderlichen Geldmittel zur Verfügung. Im Jahre 1870 konnte nach Fertigstellung einer festen Rheinbrücke in Düsseldorf-Hamm – der Hammer Eisenbahnbrücke – die Strecke von Düsseldorf nach Neuss eröffnet werden. Dadurch entstand eine zweite Verbindung zwischen dem rechtsrheinischen und linksrheinischen Netz.
Neben vielen kleineren Erschließungsstrecken folgte bis 1876 eine Erweiterung in östlicher Richtung, die Obere Ruhrtal-Bahn über Arnsberg, Bestwig, Brilon-Wald und Warburg nach Holzminden an der Weser. Hier übernahm die Bergisch-Märkische Eisenbahn-Gesellschaft am 17. April 1868 die Hessische Nordbahn mit ihrer 130 Kilometer langen Strecke von Gerstungen über Bebra und Kassel nach Karlshafen zu einem Preis von acht Millionen Taler. Bis zum Kriege von 1866 trug diese Bahn den Namen Kurfürst-Friedrich-Wilhelms-Eisenbahn. Linksrheinisch wurde das Netz 1870 mit den Strecken von Rheydt-Odenkirchen nach Eschweiler-Aue und Düren um 66 Kilometer erweitert. Im Jahre 1880 übernahm die Gesellschaft die Betriebsführung auf dem 78 Kilometer umfassenden Bahnnetz der Niederländisch-Westfälischen Eisenbahn von Gelsenkirchen-Bismarck über Dorsten und Borken nach Winterswijk in Gelderland sowie die Zweigbahn von Winterswijk nach Bocholt.

### Eröffnung und Übernahme wichtiger Strecken
| Zeitraum  | Bahnstrecke                            | Anmerkung                                                                                        |
| --------- | -------------------------------------- | ------------------------------------------------------------------------------------------------ |
| 1847–1849 | Elberfeld–Dortmund                     | Stammstrecke: Elberfeld–Oberbarmen–Schwelm–Milspe–Hagen–Witten–Dortmund                          |
| 1855      | Dortmund–Soest                         | Dortmund–Hörde–Unna–Soest                                                                        |
| 1857      | Düsseldorf–Elberfeld                   | Übernahme der Düsseldorf-Elberfelder Eisenbahn-Gesellschaft                                      |
| 1859–1861 | Ruhr-Sieg-Strecke                      | Hagen–Letmathe–Finnentrop–Kreuztal–Siegen                                                        |
| 1859–1862 | Witten/Dortmund–Oberhausen/Duisburg    | Witten/Dortmund–Langendreer–Steele–Essen–Mülheim (Ruhr)–Styrum–Oberhausen/Duisburg               |
| 1863      | Wuppertal-Vohwinkel–Essen-Überruhr     | Übernahme der Prinz-Wilhelm-Eisenbahn-Gesellschaft                                               |
| 1864      | Aachen–Mönchengladbach                 | Übernahme der Aachen-Düsseldorf-Ruhrorter Eisenbahn                                              |
| 1864      | Mönchengladbach–Düsseldorf             | Übernahme der Aachen-Düsseldorf-Ruhrorter Eisenbahn                                              |
| 1864      | Duisburg-Ruhrort–Mönchengladbach       | Übernahme der Aachen-Düsseldorf-Ruhrorter Eisenbahn                                              |
| 1866      | Viersen–Venlo                          | Viersen–Kaldenkirchen–Venlo                                                                      |
| 1866/7    | Hagen–Hamm                             | Unna–Hamm (1866), Hagen–Herdecke (1867)                                                          |
| 1867/8    | Gruiten–Deutz                          | (Elberfeld–)Gruiten–Ohligs–Opladen–Deutz(–Köln)                                                  |
| 1868      | Friedrich-Wilhelms-Nordbahn            | Übernahme der Friedrich-Wilhelms-Nordbahn-Gesellschaft                                           |
| 1868–1881 | Wuppertal-Oberbarmen–Opladen/Remscheid | Oberbarmen–Lennep–Remscheid (1868), Lennep–Wermelskirchen (1876), Wermelskirchen–Opladen (1881)  |
| 1870      | Hammer Eisenbahnbrücke                 | Neuss–Düsseldorf                                                                                 |
| 1870–1873 | Schwerte–Warburg                       | Schwerte–Arnsberg (1870) Arnsberg–Meschede (1871) Meschede–Bestwig (1872) Bestwig–Warburg (1873) |
| 1872      | Düsseldorf–Schwerte                    | Düsseldorf–Kettwig–(Essen-)Kupferdreh–Herdecke–Schwerte                                          |
| 1873      | Talbahnlinie                           | Rheydt-Odenkirchen–Jülich–Düren, Jülich–Weisweiler–Eschweiler-Aue                                |
| 1874      | Bochum–Essen/Oberhausen                | Herne–Bochum–Essen–Oberhausen                                                                    |
| 1876      | Mülheim-Styrum–Essen-Kettwig           | (Mülheim-)Styrum–Kettwig                                                                         |
| 1877      | Werden–Essen                           | (Essen-)Werden–Essen                                                                             |
| 1879      | Eiserner Rhein                         | Rheydt–Dalheim–Grenze D/NL mit Vlodrop                                                           |
| 1880      | Gelsenkirchen-Bismarck–Winterswijk     | Übernahme der Niederländisch-Westfälischen Eisenbahn-Gesellschaft                                |

## Lokomotiven und Wagen
Die Bergisch-Märkische Eisenbahn-Gesellschaft stellte bis auf wenige Ausnahmen zu Beginn nur dreiachsige Lokomotiven in Dienst, dabei handelte es sich um 1-B- oder C-gekuppelte Maschinen.
Sie begann ihren Fahrbetrieb 1848 mit 10 Lokomotiven, 22 Personen- und 259 Güterwagen. Bis 1865 beschaffte sie für den Schnellzugverkehr 10 Crampton-Lokomotiven mit der Achsfolge 1-A-1 und einem Treibraddurchmesser von nur 1676 mm wegen des bergigen Streckenprofils sowie zehn 2-A-gekuppelten Maschinen.
Später folgten über 100 Maschinen mit der Achsfolge 1-B für den Schnellzug- und Personenzugverkehr zumeist von Borsig, Berlin. Mit 683 C-gekuppelten Lokomotiven besaß die Bergisch-Märkische Eisenbahn-Gesellschaft bei ihrer Verstaatlichung den größten Bestand aller um diese Zeit verstaatlichen Gesellschaften für den Güterzugverkehr.
Die Personenwagen waren zweiachsige Abteilwagen. Erst gegen 1880 stellte man erste dreiachsige Abteilwagen in Dienst.

## Verstaatlichung

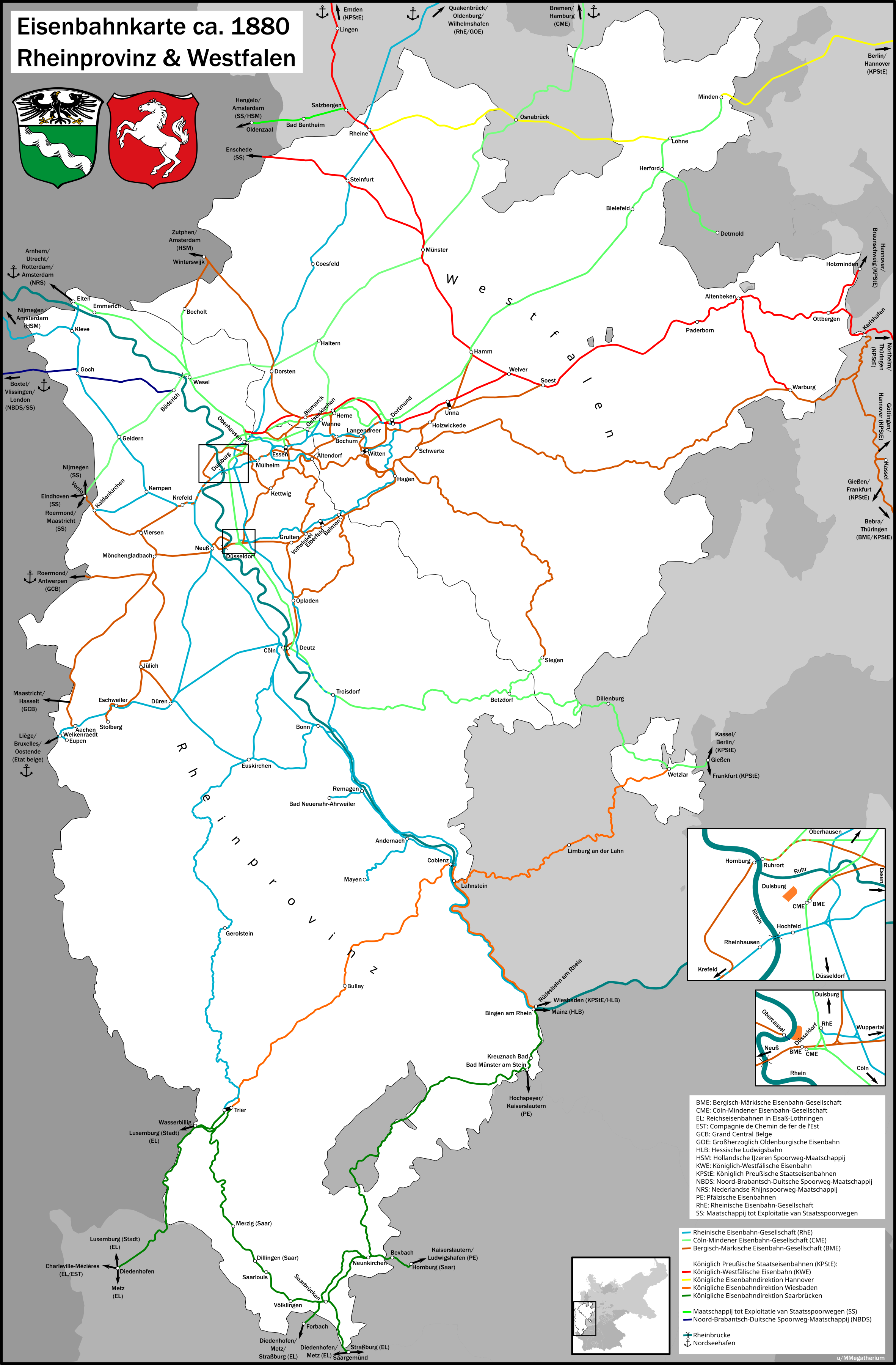
Eisenbahnkarte der Rheinprovinz & Westfalen (Preußen) kurz vor der Verstaatlichung durch den Preußischen Staat

Das Gesetz zur Verstaatlichung der Bergisch-Märkischen Eisenbahn-Gesellschaft wurde am 28. März 1882 verkündet. Zu diesem Zeitpunkt besaß der Preußische Staat bereits 64 Prozent des Grundkapitals der Gesellschaft. Die Königliche Eisenbahn-Direction zu Elberfeld übernahm die Betriebsführung mit Wirkung vom 1. Januar 1882.
Die Gesellschaft verfügte bei der Verstaatlichung über 768 Lokomotiven und 21.607 Wagen. Sie betrieb ein Bahnnetz von 1.336 Kilometer Länge. Davon waren 720 Kilometer doppelgleisig. Der über Staatsanleihen finanzierte Kaufpreis betrug 633.847.500 Mark. Aufgelöst wurde die Gesellschaft zum 1. Januar 1886.